# Saline de Montmorot
La saline de Montmorot est une mine de sel active de 1752 à 1966 à Montmorot, commune limitrophe de Lons-le-Saunier dans le Jura, dans l'est de la France. Des bâtiments subsistent et sont reconvertis, certains abritent les archives départementales du Jura.

## Situation
La concession est principalement établie sur la commune de Montmorot, au sud-ouest du département du Jura en région de Franche-Comté.

## Géologie
Les gisements d'halite exploité appartient au bassin salifère de Franche-Comté.

## Histoire

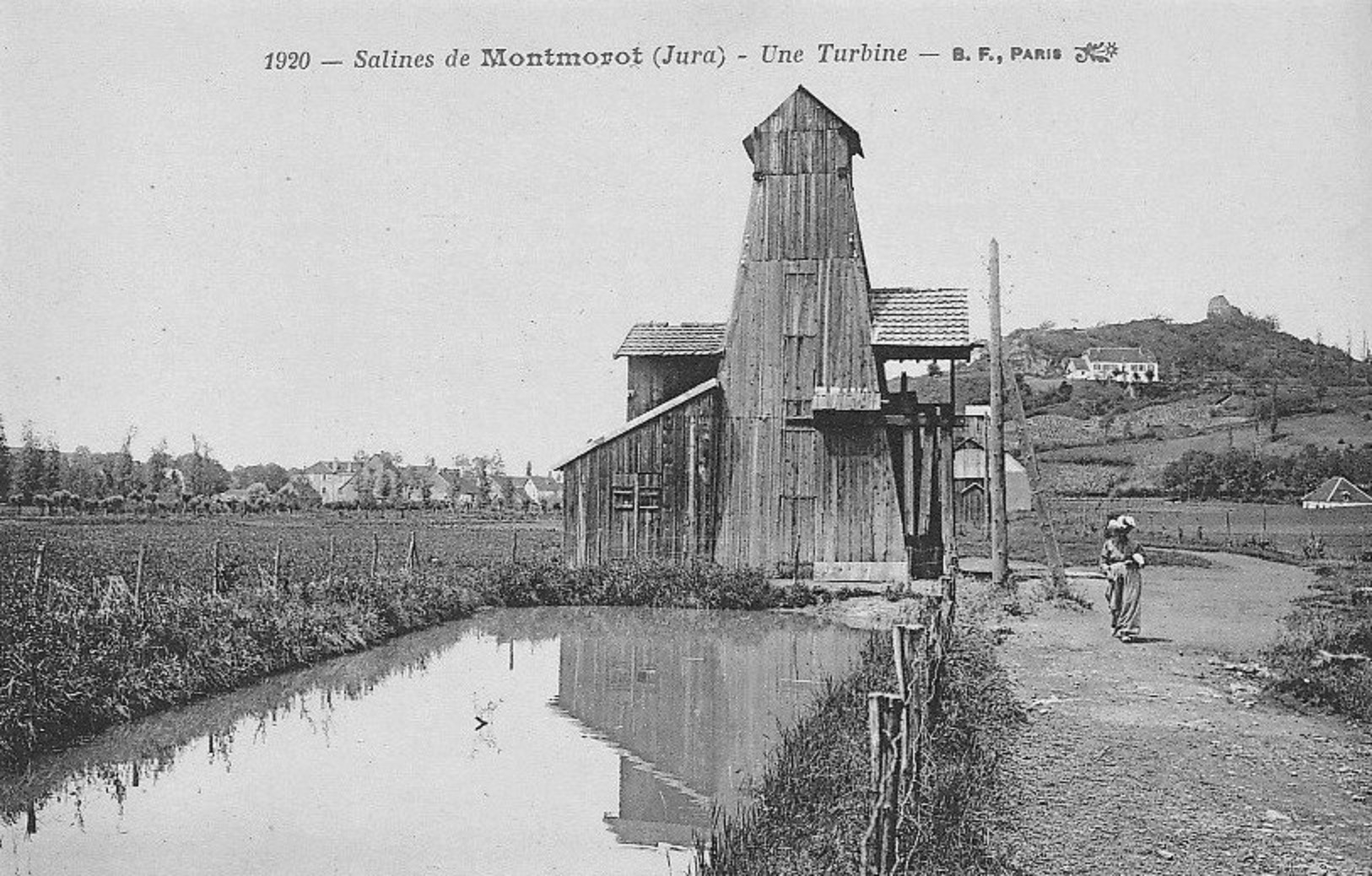
Un puits à Saumure de la saline.

Le Conseil d'État autorise la création de la saline de Montmorot le 17 octobre 1743. La construction débute l'année suivante avec les plans de l'ingénieur Jean Querret du Bois et s'achève en 1752. Les installations comportent une salle d'évaporation à six poêles, un réservoir d'eau salée, un atelier de conditionnement, un magasin, une forge, une charpenterie et des logements. Le sel est remonté par des trous de sonde installés dans le voisinage de trois bâtiments de graduation qui permettent de concentrer la teneur en sel gemme de la saumure. Un atelier d'évaporation à poêles carrés et rondes est ajouté en 1843. En 1864, la saline emploie 60 ouvriers. En 1888, la concession de sel de Grozon fusionne avec celle de Montmorot. En 1891, l'énergie mécanique est fournie par trois machines à vapeur et une turbine. En 1909, l'évaporation est assuré par 22 poêles.
Vers 1925, un nouveau bâtiment est construit au sud des autres pour abriter un évaporateur triple effet, une chaufferie, une salle des machines et un atelier de préparation avec quai. Les installations comptent alors 19 poêles et un évaporateur clos à triple effet Prache et Bouillon. Une autre salle d’évaporation est adjointe en 1930. Dans la décennie qui suit, deux nouveaux bâtiments sont ajoutés aux infrastructures de la saline à l'est de l'embranchement particulier. Le premier abrite un atelier de poêles, remplacé en 1948 par un appareil à thermocompression de marque Escher Wyss. Le second regroupe une chaufferie, un atelier de conditionnement, une salle de séchage et un quai. Dans le même temps, les ateliers d’évaporation édifiés aux XVIIIe et XIXe siècles sont démolis. Vers 1950, la saline emploie 150 ouvriers. Entre 1942 et 1944, les salines de Montmorot et de Montaigu reprennent la concession de houille de Grozon.
L'activité de la saline cesse définitivement en 1966, alors que l'usine emploie encore 120 personnes. Les archives départementales du Jura s’installent dans les bâtiments après des travaux qui s'étalent de 1975 à 1977. Dans les années 1970, les deux ateliers Est, un bassin de décantation et des logements sont détruits. Les deux ateliers construits vers 1925 et 1930 sont reconvertis en commerces et un terrains de tennis est aménagé. Un seul des cinq chevalements de puits à saumure subsiste, ainsi qu'un logement et un réservoir d'eau.

## Rénovation du dernier chevalement
En 1970, le chevalement a fait l'objet d'une restauration par les propriétaires. Le dernier propriétaire, la société Transports Jacky Perrenot, a fait don à la commune, en 2016, du puits à sel et du tènement foncier. Grâce à une aide de la mission Bern (13 433 €), la restauration complète du chevalement a pu être réalisée par l’institut européen de formation des compagnons du tour de France de Mouchard  : bardage, charpente, couverture et sécurisation de la plate-forme par la pose d’une clôture. Le coût total de cette opération s’est élevé à 45 115,72 €. Le chevalement, pesant 7 tonnes, a été reposé le 16 avril 2019.